# Cystisoma magna
Cystisoma magna is een vlokreeftensoort uit de familie van de Cystisomatidae. De wetenschappelijke naam van de soort is voor het eerst geldig gepubliceerd in 1903 door Woltereck.